# Lijst van films (1890-1899)
Dit is een lijst van films uit de periode 1890-1899.

## A
- L'Arrivée d'un train en gare de La Ciotat (1896)
- L'Arroseur arrosé (1895)

## B
- Balaxani-Sabunçu polis idarasi süvari qorodovoylarin at oynatmalari (1898)
- Blacksmith Scene (1893)
- The Ball Game (1898)

## C
- Cléopâtre (1899)
- The Clown Barber (1895)

## D
- A Duel to the Death (1898)
- The Dude's Experience with a Girl on a Tandem (1898, ook bekend als The Dude and the Bathing Girl)

## E
- The Execution of Mary Stuart (1895, ook bekend als The Execution of Mary, Queen of Scots)

## F
- Farewell Ceremony for His Magesty Emir of Bukhara on "Velikiy Kniaz Alexei" Steamboat (1898)
- French Soldiers in a Wall-Climbing Drill (1898)
- The Folk Dance of Caucasus (1898)

## H
- Horse Shoeing (1893)
- Un homme de tête (1898)

## I
- Idle Hours of the English Coast Guards (1898)

## J
- Jeanne d'Arc (1899)

## K
- De Koninklijke Familie (1896)
- The Kiss in the Tunnel (1899)
- The Kiss (1896)

## L
- London Bridge Is Falling Down (1898)

## N
- De Nationale Brandweer film (1895)
- Newark Athlete (1891)
- The Nearsighted School Teacher (1898)

## O
- The Oil Gush Fire in Bibiheybat (1898)
- The Oil Gush in Balakhany (1898)

## P
- Photographing a Ghost (1898)
- Photography (1898)
- The Passion Play of Oberammergau (1898)
- The Policeman, the Cook and the Copper (1898)

## Q
- Qafqaz va merkuri camiyyatina maxsus paroxodun limandan yola düsmasi (1898)

## R
- A Ray of Sunshine After the Rain (1899)
- Roundhay Garden Scene (1888)

## S
- Sahar baginda xalq gazintisi (1898)
- Some Troubles of House Cleaning (1898)
- Spanking the Naughty Girl (1898)
- Surrender of General Toral (1898)
- The Skyscrapers of New York (1898)

## T
- Tickling the Soles of Her Feet (1898)
- Tossing a Nigger in a Blanket (1898)
- Train Entering the Railroad Station (1898)

## W
- William McKinley Inauguration Footage (1897, korte film, samenvoeging van President McKinley Taking the Oath en President McKinley and Escort Going to the Capitol)
- Walking Troubles of Organic Hemiplegy (1898)